# Atelier Van Lieshout

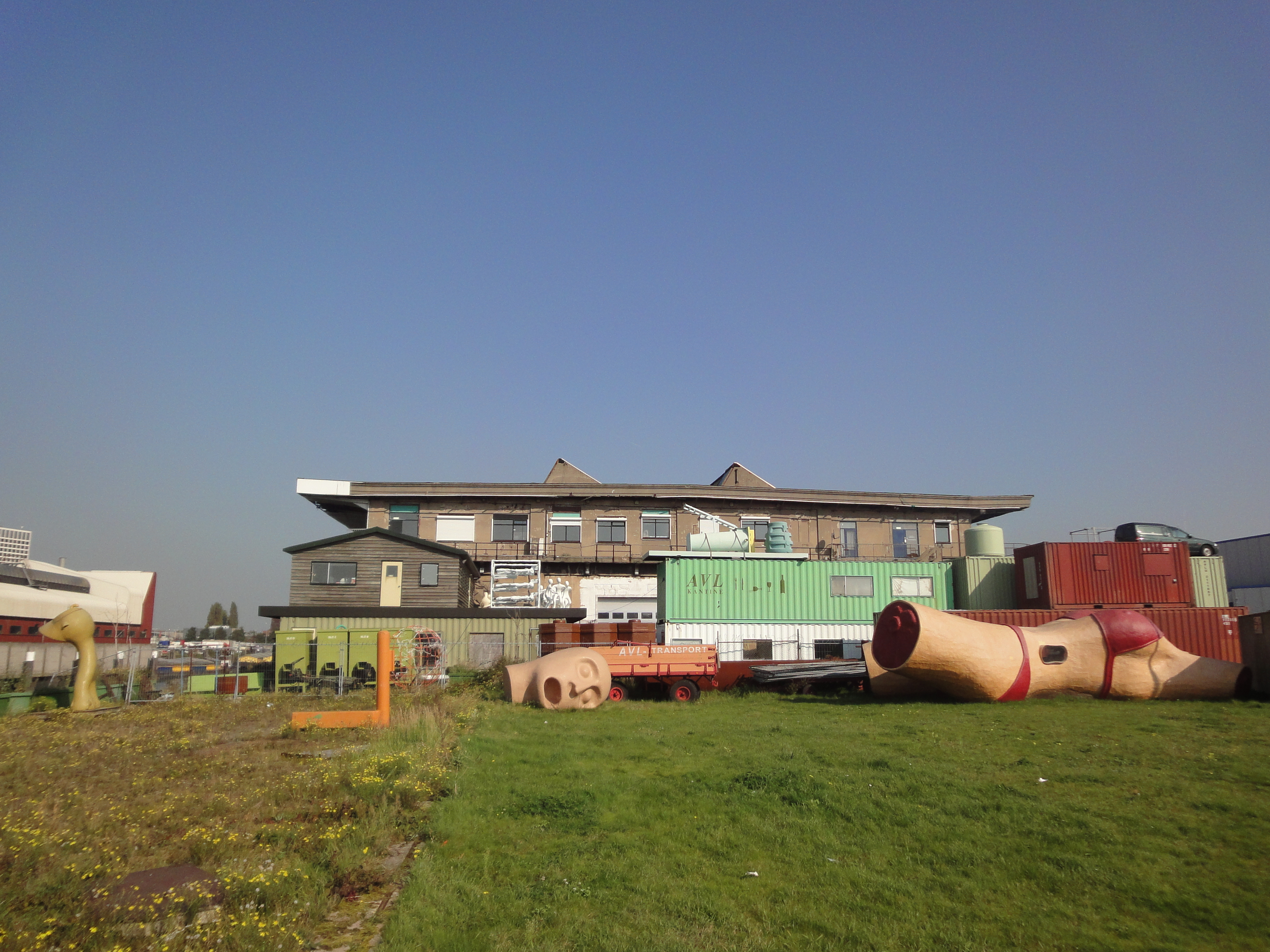
Vue des Ateliers Van Lieshout à Keilestraat (2011).

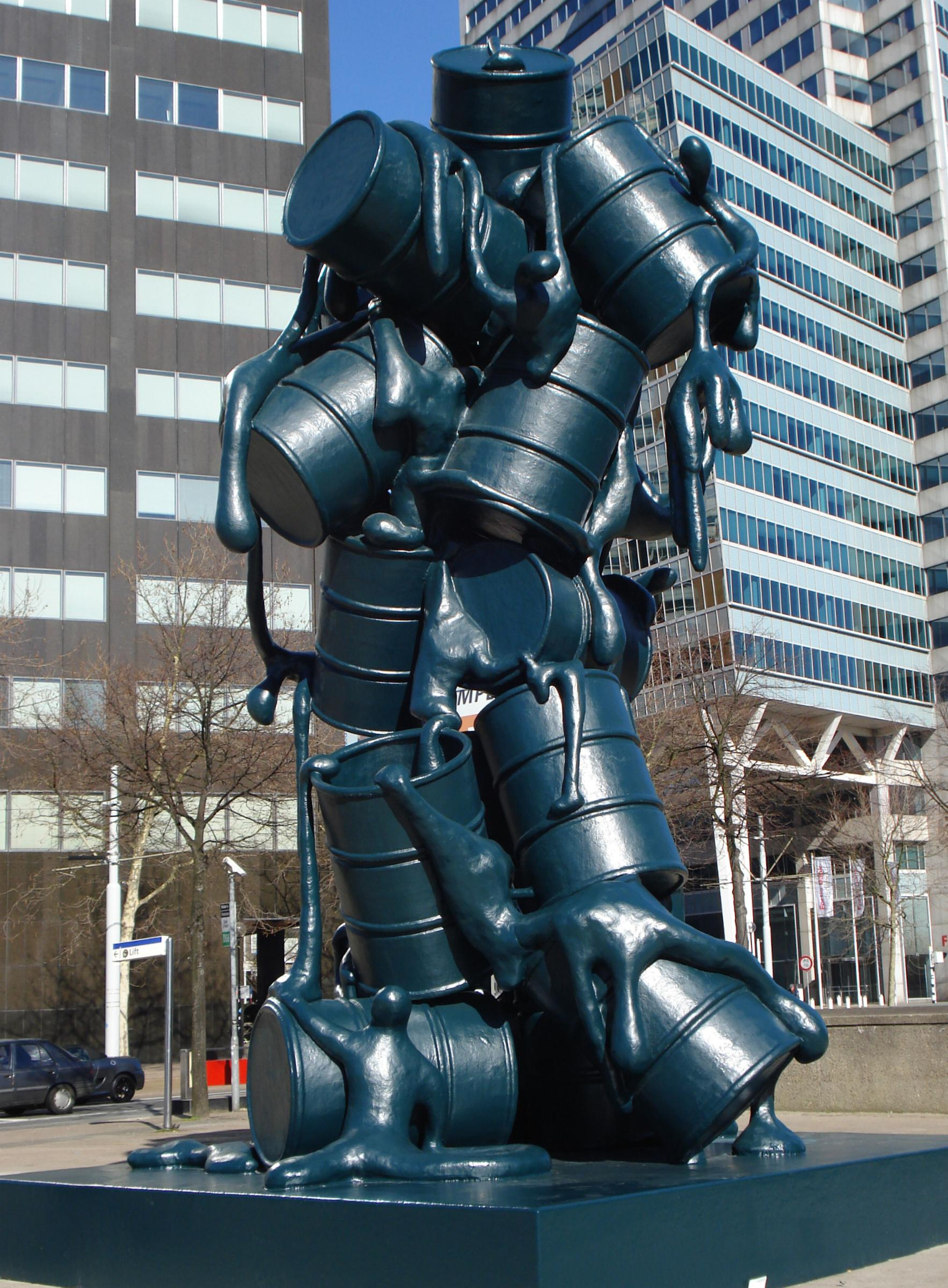
Sculpture Cascade à Rotterdam (2010).

L'Atelier Van Lieshout (ou AVL) est une coopérative artistique créée et dirigée par l'artiste et designer néerlandais Joep Van Lieshout (né en 1963). Il est situé à Keilestraat dans la banlieue de Rotterdam (Pays-Bas). Les Ateliers sont composés d'une vingtaine d'artistes et designers qui travaillent sous la direction de Joep Van Lieshout. Ses œuvres interrogent le vivre ensemble, la vie en commun et la place de l'homme dans le monde.

## Expositions en France
Les AVL ont exposé plusieurs fois en France :
- 1994  : L'Atelier en France, Galerie Pailhas - Paris
- 2000  : Micropolitiques, Le Magasin - Grenoble
- 2013  : Carpenters Workshop Gallery - Paris
- 2013  : Rétrospective à Marseille – La Friche de la Belle de Mai, dans le cadre de Marseille-Provence 2013, Marseille Capitale européenne de la culture.

L'exposition de 2013 à Marseille est un projet multidimensionnel mené au cours d'une résidence, composé de quatre éléments distincts :
- Slave City (2005), images de la cité concentrationnaire à deux pas de la Cité Radieuse.
- Une unité de vie entre bétonnière et ascenseur de mine
- Un haut Fourneau squatté
- L'Excrementarium – un espace de discussions

La résidence a aussi comporté l'intervention de différents lycées de Marseille.